# Ana Roš
Ana Roš (ur. 31 grudnia 1972 w Šempeterze pri Gorici) – słoweńska kucharka i restauratorka.

## Życiorys
Córka wyjątkowo ambitnych rodziców, jako dziecko trenowała narciarstwo alpejskie i zdobyła miejsce w młodzieżowej reprezentacji Jugosławii, lecz później postanowiła, że nie chce kariery zawodowej. Następnie studiowała dyplomację w Gorycji, gdzie poznała swojego partnera Valtera Kramara. Rodzice Kramara byli właścicielami dobrze znanej restauracji Hiša Franko. Ponieważ zdecydowali się przejść na emeryturę gdy skończyła studia, Roš i Kramar przejęli rodzinną restaurację (wbrew woli jej rodziców). Początkowo pracowała jako kelnerka (Kramar został sommelierem) i bezskutecznie próbowała przekonać ówczesnego szefa kuchni do eksperymentowania z tradycyjnymi przepisami. Po jego odejściu przejęła kuchnię.

## Kariera
Z pomocą teściowej i przyjaciółki rodziny szybko nauczyła się gotować na tyle dobrze, aby swoimi kulinarnymi kreacjami przyciągać uwagę w regionie. W 2010 roku pojawiła się we włoskim magazynie kulinarnym Identità Golose. Zaczęła otrzymywać zaproszenia na najwyższej klasy wydarzenia kulinarne, takie jak praca jako gościnny szef kuchni w restauracji Ikarus w Hangar-7 w Salzburgu czy w Gelinaz Grand Shuffle w Nowym Jorku. W 2016 roku Roš pojawiła się w filmie dokumentalnym Netflix Chef’s Table, a na początku 2017 roku została uznana za najlepszą szefową kuchni na świecie w kategorii kobiet, pojawiając się na liście The World’s 50 Best Restaurants magazynu Restaurant.

## Publikacje
- Ana Roš: Sun and Rain – Phaidon Press; Illustrated edition. 2020. 978-0714879307[4]